# Daniel Truhitte
Daniel Lee Truhitte (Sacramento, 10 settembre 1943) è un attore statunitense.
È noto soprattutto per aver interpretato Rolfe Gruber nel celebre film Tutti insieme appassionatamente con Julie Andrews e Christopher Plummer.
Nel 2013 ha recitato nella versione teatrale di Tutti insieme appassionatamente, questa volta nel ruolo del protagonista, il capitano von Trapp.

## Filmografia

### Cinema
- Tutti insieme appassionatamente (The Sound of Music), regia di Robert Wise (1965)